# Ейяфятлайокутъл
Ейяфятлайокутъл (на исландски: Eyjafjallajökull, произношение: [ˈɛɪjaˌfjatlaˌjœːkʏtl̥]) е действащ вулкан в Исландия.
Покрит е с ледник, 6-и по големина в страната. Надморската му височина е 1666 m, а диаметърът на кратера е 3 – 4 km. Намира се на 200 km източно от столицата Рейкявик.

## Наименование
Името на ледника е съчетание от следните 3 думи:
- Eyja [ɛɪja] – остров,
- Fjall [fjatll] – планина,
- Jökull [jœːkʏtl] – ледник.

## Изригвания

### 2010 година
Вулканът се активизира на 20 март 2010 г. Последното му изригване от 14 април 2010 г. причинява затваряне на въздушното пространство в почти цяла Европа поради изхвърлената вулканична пепел на височина около 8,5 km в атмосферата.

### По-ранни изригвания
Предходните му изригвания са в периода 1821 – 1823 г., когато причинява наводнения в района и флуоридно отравяне на добитък. Преди това вулканът е изригвал през 1612 г.